# Kamniško-zasavski odred
Kamniško-zasavski odred je bila slovenska partizanska enota med drugo svetovno vojno.
Ko so 6. avgusta 1943 z ustanovitvijo Šlandrove brigade ukinili Kamniško-savinjski odred, je nastalo njegovo dotedanje operativno območje brez teritorialne enote. Zato je štab 4. operativne cone zlasti za vzdrževanje zvez čez Savo med Štajersko in Dolenjsko, za prehode borcev in pošiljke orožja, za rušenje železniških prog, mobilizacije in druge naloge, ustanovil najprej terensko specialno in minersko četo dne 15. februarja 1944 pa obnovil Kamniško-savinjski odred. Zanj se je kmalu uveljavilo ime Kamniško-zasavski odred, ker je deloval predvsem na kamniškem in zasavskem območju, ne pa tudi v savinjski dolini. Štab odreda - komandant Ivan Belec in politični komisar Anton Grošelj je ustanovil 1. bataljon za desni breg Save in 2. bataljon za levega, minersko četo in še nekaj specialnih patrulj. Sredi priprav za preureditev enot je Kamniško-zasavska terenska četa ob nenadnem nemškem napadu 24. februarja  pri zaselku Oklo nad Vinjem izgubila 57 borcev. Kljub temu je štab kmalu ustanovil oba bataljona in druge enote ter odredno prevozno postajo. Organiziral je vsakodnevne prevoze čez Savo in v času delovanja preko treh prehodov čez Savo prepeljal v 7. korpus na Dolenjsko okoli 10.000 borcev-novincev, v obratni smeri pa vojaško orožje, strelivo in drugo opremo za potrebe 4. operativne cone. Odred je skrbel tudi za skladišča in partizanske delavnice. Kljub dobremu varovanju železniške proge Laze pri Dolskem-Zidani Most-Celje so odredovi minerci s sabotažnimi akcijami skoraj vsak dan uspeli prekiniti promet. Skupno so uničili 9 km proge, onesposobili preko 300 parnih lokomotiv in vagonov, porušili okoli 30 mostov in se uspešno spopadali s sovražnikovimi patruljami.
Ko je sredi leta 1944 Dolenjski odred prevzel naloge na desnem bregu Save se je okrepila tudi bojna dejavnost Kamniško-zasavskega odreda. Avgusta 1944 je odred imel okoli 350 borcev. Za prvim komandantom sta dolžnost opravljala še Anton Poljanšek in Ivan Zore, politična komisarja pa sta bila Stanislav Karo in Marko Kukec. Poleti 1944 je imel odred več hudih bojev pri obrambi osvobojene doline v okolici Moravč, štab 4. operativne cone pa ga je vključil v svoje velike operacije. Sodeloval je zlasti s Šlandrovo in Zidanškovo brigado ter 14. divizijo, njegova bojna sposobnost pa se je še okrepila z ustanovitvijo jurišnega bataljona novembra 1944. V zimski ofenzivi 1944/1945 je odred doživel več hudih napadov. V začetku pomladi 1945 se je ponovno okrepil in v sklepnih operacijah osvobodil velik del naselij od Dolskega do Zidanega Mosta.